# Чжу Юйюе
Чжу Юйюе (кит.: 朱聿鐭; піньїнь: Zhū Yùyuè), храмове ім'я Веньцзун (кит.: 文宗; піньїнь: Wénzōng; 1605—1647) — третій імператор династії Південна Мін.

## Життєпис
Був молодшим братом імператора Чжу Юйцзяня.
1645 року отримав титул Тан-вана. 1646 року був проголошений імператором у Гуанчжоу. Своє правління розпочав з міжусобної боротьби проти Чжу Юлана. В січні 1647 року китайські війська, що перейшли на бік маньчжурської династії Цін, захопили Гуанчжоу. Після того Чжу Юйюе був змушений скоїти самогубство.